# Eleições parlamentares na Coreia do Norte em 1948
As Eleições parlamentares na Coreia do Norte em 1948 foram realizadas pela primeira Assembleia Popular Suprema da Coreia do Norte em 25 de agosto de 1948. 572 deputados foram eleitos, dos quais 360 estavam reservados para representantes da Coreia do Sul. O governo norte-coreano afirmou que 77.8% dos eleitores sul-coreanos tinham votado nas eleições para eleger 1.000 delegados dos quais elegeram 360 membros sul-coreanos da Assembleia Popular Suprema.
Apenas um candidato foi apresentado em cada setor eleitoral, todos os quais foram selecionados pelo Partido dos Trabalhadores da Coreia, embora alguns sob a bandeira de outros partidos ou organizações estaduais para dar uma aparência de democracia. A participação eleitoral foi de 99.97%, com 98.49% de votos a favor dos candidatos apresentados.
A primeira sessão foi realizada em 2-10 de setembro, com duas declarações principais: "Declaração sobre a Transferência de Poder" e "O Programa Político do Governo da Coreia do Norte".
A primeira eleição geral na Coreia do Sul havia ocorrido três meses antes.

## Resultados das eleições
| Partido                             | Votos (%) | Assentos |
| ----------------------------------- | --------- | -------- |
| Partido dos Trabalhadores da Coreia | 98.49%    | 157      |
| Partido Chondoist Chongu            | 98.49%    | 35       |
| Partido Democrático Coreano         | 98.49%    | 35       |
| Partido Democrático Independente    | 98.49%    | 20       |
| Partido Popular Dongro              | 98.49%    | 20       |
| Partido Popular Republicano         | 98.49%    | 20       |
| Outros partidos                     | 98.49%    | 171      |
| Independentes                       | 98.49%    | 114      |
| Contra                              | 1.51%     | -        |
| Total                               | 100.00%   | 572      |
| Participação: 99.97%                |           |          |
| Fonte: East Gate Book               |           |          |